# Tour Down Under 2003
El Tour Down Under 2003, cinquena edició del Tour Down Under, es disputà entre el 20 i el 26 de gener de 2003 sobre un recorregut total de 735 quilòmetres repartits entre sis etapes.
La cursa fou guanyada per l'espanyol Mikel Astarloza (AG2R Prévoyance), que fou acompanyat al podi pel danès Lennie Kristensen (Team CSC) i l'australià Stuart O'Grady (Crédit Agricole).
Quant a les classificacions secundàries, la classificació dels punts fou per a Andrea Tafi (Team CSC), la de la muntanya per a Cadel Evans (Team Telekom), la dels joves per a Gene Bates (Team UniSA) i la dels equips per l'ONCE-Eroski.

## Equips participants
En la cinquena edició del Tour Down Under hi prenen part dotze equips, dos d'australians i deu d'europeus.
| Team UniSA      | Quick Step-Davitamon    | AG2R Prévoyance |
| United Water    | Ceramica Panaria-Fiordo | Team CSC        |
| Crédit Agricole | Saeco                   | Lotto-Domo      |
| Team Telekom    | La Française des Jeux   | ONCE-Eroski     |

## Les etapes
| Etapa | Data        | Recorregut              | km       | Vencedor d'etapa | Líder de la general |
| ----- | ----------- | ----------------------- | -------- | ---------------- | ------------------- |
| 1a    | 21 de gener | Adelaida - Adelaida     | 50,0 km  | Baden Cooke      | Baden Cooke         |
| 2a    | 22 de gener | Jacob's Creek - Kapunda | 140,0 km | Fabio Sacchi     | Fabio Sacchi        |
| 3a    | 23 de gener | Glenelg - Hahndorf      | 164,0 km | Robbie McEwen    | Fabio Sacchi        |
| 4a    | 24 de gener | Unley - Goolwa          | 144,0 km | Baden Cooke      | Fabio Sacchi        |
| 5a    | 25 de gener | Willunga - Willunga     | 147,0 km | Giampaolo Caruso | Mikel Astarloza     |
| 6a    | 26 de gener | Adelaida - Adelaida     | 90,0 km  | Graeme Brown     | Mikel Astarloza     |

## Classificació general
|    | Ciclista                | Equip                    | Temps       |
| -- | ----------------------- | ------------------------ | ----------- |
| 1  | Mikel Astarloza (ESP)   | AG2R Prévoyance          | 17h 17' 45" |
| 2  | Lennie Kristensen (DEN) | Team CSC                 | + 0"        |
| 3  | Stuart O'Grady (AUS)    | Crédit Agricole          | + 4"        |
| 4  | Giampaolo Caruso (ITA)  | ONCE-Eroski              | + 4"        |
| 5  | Paolo Lanfranchi (ITA)  | Ceramiche Panaria-Fiordo | + 6"        |
| 6  | Xavier Florencio (ESP)  | ONCE-Eroski              | + 7"        |
| 7  | Patrick Jonker (AUS)    | Team UniSA               | + 9"        |
| 8  | David Cañada (ESP)      | Quick Step-Davitamon     | + 13"       |
| 9  | Steffen Wesemann (SUI)  | Team Telekom             | + 15"       |
| 10 | Cadel Evans (AUS)       | Team Telekom             | + 15"       |